# アネット・チゾン
アネット・チゾン（フランス語:Annette Tison、1942年12月27日 - 2010年6月28日）は、フランスソール＝オスゴール出身の絵本作家。アメリカ出身で同じく絵本作家の夫であるタラス・テイラーと共に「バーバパパ」の生みの親として知られる。
チゾンは1965年にエコール・スペシャル・ダルシテクチュールを卒業し、元々は建築設計士（建築家）であったが、1970年代にテイラーと共にパリのリュクサンブール公園を散歩中、ある子供が両親に「barbe à papa（バーバパパ、フランス語で「わたあめ」）」と話しているのをテイラーが耳に挟み、アメリカ人のテイラーはフランス語が分からなかったためその意味をチゾンに聞いた所インスピレーションを受け、パリのカフェでいたずら書きした手紙からバーバパパが生まれた。
日本では翻訳家の山下明生がバーバパパを初めて紹介し、たちまち日本でも話題となった。